# Толенджи
Толенджи (груз. თოლენჯი) — село в Грузии, на территории Тианетского муниципалитета края (мхаре) Мцхета-Мтианети.

## География
Село находится в центральной части Грузии, к западу от Сионского водохранилища реки Иори, на расстоянии приблизительно 10 километров (по прямой) к юго-юго-западу от посёлка городского типа Тианети, административного центра муниципалитета. Абсолютная высота — 1113 метров над уровнем моря.

## Население
По результатам официальной переписи населения 2014 года в Толенджи проживало 208 человек (99 мужчин и 109 женщин). В национальной структуре населения грузины составляли 98,1 %.
| Год  | Население, человек |
| ---- | ------------------ |
| 2002 | 342                |
| 2014 | ↘ 208              |